# 第107師団 (日本軍)
第107師団（だいひゃくななしだん）は、大日本帝国陸軍の師団の一つ。

## 沿革
太平洋戦争中期以降、多くの師団が満州から南方に転用されたため、1944年（昭和19年）5月16日に、阿爾山（アルシャン）駐屯隊と独立混成第7連隊を基幹として第107師団が編成された。編成後、阿爾山方面の警備と治安維持に当る。
同年、6月28日、宮城正殿にて軍旗親授式が行われ、歩兵師団隷下の歩兵第177連隊、歩兵第178連隊の連隊長に軍旗が授けられた。
1945年（昭和20年）8月9日のソ連対日参戦時には阿爾山南方に陣を構えていた。関東軍総司令部からの命令により、8月12日に、600km南方の新京（しんきょう、現在の長春）方面へ撤退を開始した。まず先遣隊は、ソ連軍戦車部隊に先回りされ壊滅的打撃を受けた。 
8月14日には南方90kmの西口（シーコー）にて進路を阻まれ、翌8月15日には追撃部隊との挟み撃ちにあってソ連軍機械化師団に包囲されてしまった。最新兵器を備えたソ連軍第17親衛狙撃師団、第19親衛狙撃師団と第91親衛狙撃師団に対し、旧式の装備しか持たない第107師団は大きな損害を受けたが、包囲を突破して北部の山岳地帯へ撤退した。このため孤立無援となり終戦の報が届かなかった。安部師団長によると8月18日に「無線機のラジオ受信により新京から放送した終戦の事実を知つたが（中略）謀略放送の疑なきにしもあらずと考え部下に之を知らせ」（安部師団長の手記『日ソ線における第百七師団の作戦』）ず、戦闘を続行したという。
8月25日に、音徳爾西方でソ連軍と遭遇して戦闘となり、これを撃退した。驚いたソ連軍の要請により、関東軍参謀が派遣され、2日間の捜索後に師団を発見して停戦命令が伝えられた。停戦したのは8月29日のことであった。終戦後の戦闘で1500名あまりが戦死、さらにその後のシベリア抑留により2000名あまりが死亡した。

## 師団概要

### 歴代師団長
- 安部孝一 中将：1944年（昭和19年）5月19日 - 終戦

### 参謀長
- 久保宗治 大佐：1944年（昭和19年）5月12日 - 1944年10月2日[2]
- 河瀬繁太 中佐：1944年（昭和19年）10月2日 - 1945年（昭和20年）8月14日自決[3]

### 最終所属部隊
- 歩兵第90連隊（弘前）：松村重夫大佐
- 歩兵第177連隊（弘前）：光本勝男大佐
- 歩兵第178連隊（秋田）：堀尾茂光大佐
- 捜索第107連隊：進藤義彦少佐
- 野砲兵第107連隊：角田文雄大佐
- 工兵第107連隊：永井清少佐
- 輜重兵第107連隊：錦織喜八郎少佐
- 第107師団挺進大隊
- 第107師団通信隊：畠中三次郎少佐
- 第107師団兵器勤務隊：森康信中尉
- 第107師団防疫給水部：佐久間栄枝軍医少佐
- 第107師団病馬廠：神田清大尉